# Resolutie 230 Veiligheidsraad Verenigde Naties
Resolutie 230 van de Veiligheidsraad van de Verenigde Naties werd unaniem aangenomen op 7 december 1966. De Veiligheidsraad beval Barbados aan voor VN-lidmaatschap.

## Achtergrond
Op 30 november 1966 werd Barbados een onafhankelijke staat binnen het Britse Gemenebest.

## Inhoud
De Veiligheidsraad had de aanvraag van Barbados bestudeerd, en beval de Algemene Vergadering aan om Barbados toe te laten als VN-lidstaat.

## Verwante resoluties
- Resolutie 224 Veiligheidsraad Verenigde Naties (Botswana)
- Resolutie 225 Veiligheidsraad Verenigde Naties (Lesotho)
- Resolutie 243 Veiligheidsraad Verenigde Naties (Zuid-Jemen)
- Resolutie 249 Veiligheidsraad Verenigde Naties (Mauritius)

Lijst ·  220 ·  221 ·  222 ·  223 ·  224 ·  225 ·  226 ·  227 ·  228 ·  229 ·  230 ·  231 ·  232